# Kościół w Ganthem
Kościół w Ganthem – świątynia należąca do diecezji Visby Kościoła Szwecji. Znajduje się w środkowej części Gotlandii.

## Architektura
Miejscowa świątynia to całkiem dobrze zachowany kościół romański, ukończony w połowie XIII wieku. Najstarszą jego częścią jest prezbiterium z absydą, pochodzące z końca XII wieku. Nawa jest nieco późniejsza, datuje się ją na początek XIII wieku. Najnowszą częścią jest dobudowana wieża. W XIX wieku powiększono okna, zaś w latach 30. XX wieku wzniesiono zakrystię. Poza tymi zmianami, kościół nie przechodził innych przebudów.

## Wnętrze

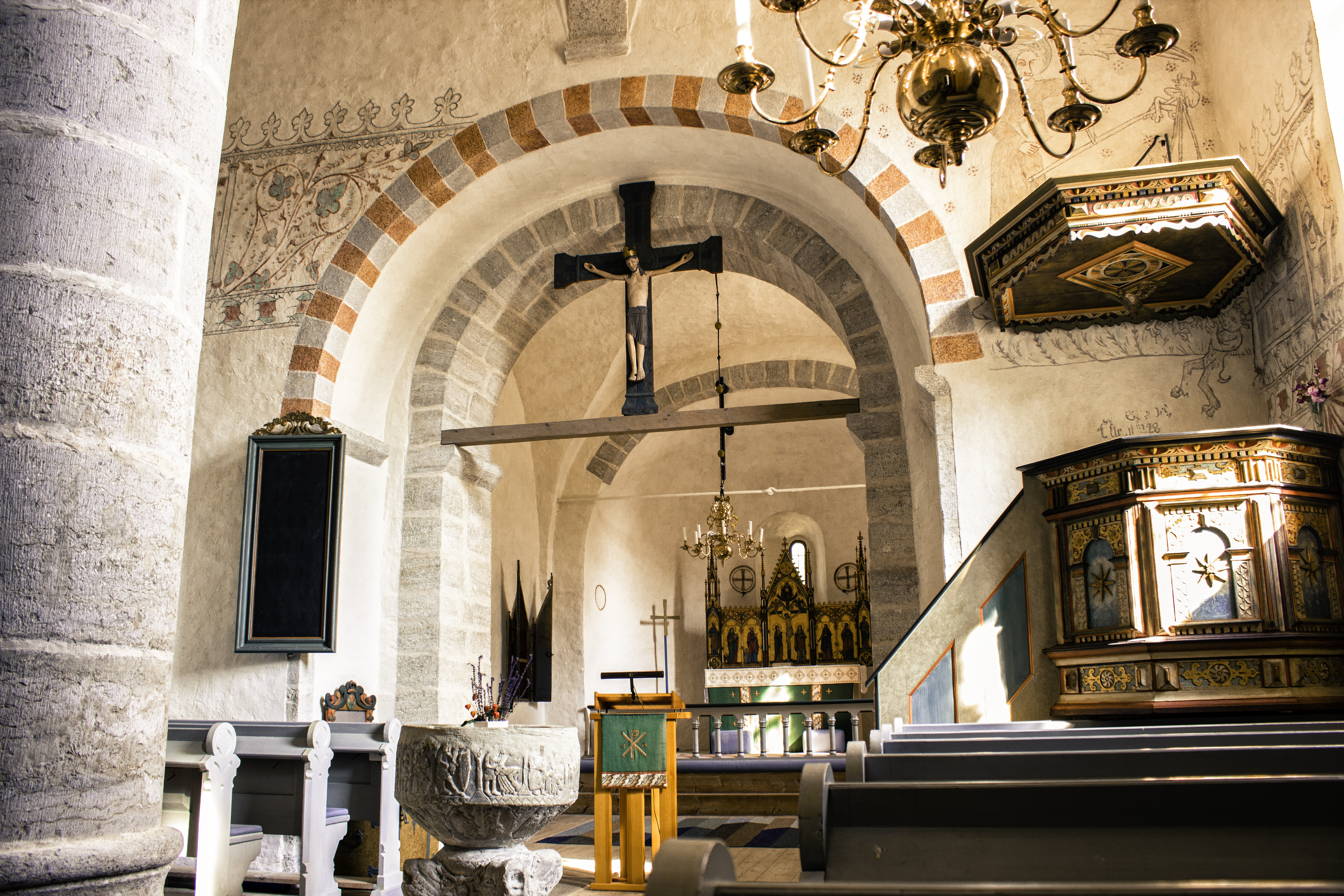
Wnętrze kościoła

Wnętrze kościoła zdobią malowidła z XV wieku. Na północnej ścianie widnieje zespół fresków przedstawiających mękę Chrystusa. Ta część malowideł jest wyjątkowo cenna, ponieważ nigdy nie została zamalowana i w związku z tym zachowała do dziś bardzo wiele ze swojej pierwotnej jakości. Ściana południowa przedstawia szereg innych wątków religijnych.
Wnętrze mieści wciąż wiele średniowiecznych elementów wyposażenia. Chrzcielnica pochodzi z drugiej połowy XIV wieku i przypisywana jest Hegvaldowi. Niezwykle dobrze zachował się także krzyż triumfalny datowany na około 1200 rok. Cały ołtarz jest kopią oryginalnego XIV-wiecznego ołtarza znajdującego się obecnie w muzeum w Sztokholmie.